# Paraderris
Paraderris é um género botânico pertencente à família Fabaceae.